# 전자민주주의
전자민주주의(電子民主主義, Electronic Democracy, E-democracy) 또는 인터넷 민주주의(Internet democracy)는 정보통신기술을 기반으로 하는 형태의 민주주의를 지칭한다. 인터넷을 통한 여론 수렴, 사이버상의 선거 캠페인 및 홍보, 온라인 투표, 전자 의회, 전자공청회 등이 여기에 해당된다. 인터넷 및 전자매체를 통한 시민들의 직접적인 정치과정 참여는 종래의 대의 민주주의가 갖는 한계를 보완할 수 있는 대안으로 지목되고 있다.

## 발전 과정
정보통신기술의 발전과 정보화 사회로의 진입은 전자민주주의가 실현되는 실질적인 기반이 되었다. 정보화 사회로 진입하며 정보의 흐름은 과거 시민사회로의 단방향적 흐름에서 현재 시민사회와 정부 간의 쌍방향적 흐름으로 변화되었다. 정보의 양방향적 교류에 따라 시민들은 새로운 정보 주체로 부상하였으며 이는 시민들이 정치과정에서 차지하는 비중을 증가시키는 계기가 되었다.
이외에도 탈산업화 이후 신자유주의적 가치의 확산은 시민사회에서 권력에 대한 분권화와 다원화의 수요를 창출했고, 전자민주주의는 다양한 계층의 시민들이 정치과정에 직접적으로 참여한다는 점에서 이러한 시민사회의 요구를 충족시키고 있다.

## 유형
전자민주주의는 사회 다원성과 정치참여 적극성의 정도에 따라 아래의 네 가지 유형으로 분류된다.
- 관료조직 내 전자민주주의 : 매우 낮은 수준의 사회다원성과 소극성을 가진 시민사회에서 나타나는 전자민주주의 형태이다. 정부조직 내의 의사결정과정에 전자민주주의 적용을 활성화 및 확대해나가는 단계의 모형이다.

- 정보공개모형 전자민주주의 : 낮은 수준의 사회다원성과 완화된 소극성을 가진 시민사회에서 나타나는 전자민주주의 형태이다. 정부조직으로부터의 시민사회에 대한 정보공개를 활성화하는 모형으로서 시민의 알 권리가 충족되는 형태의 전자민주주의 모형이다.

- 상호거래모형 전자민주주의 : 상당한 수준의 사회 다원성과 적극성을 가진 시민사회에서 나타나는 전자민주주의 형태이다. 정부조직으로부터의 시민사회에 대한 정보공개의 활성화를 포함하여 정부의 의사결정에 대한 시민사회로부터 적극적인 참여가 활성화되는 모형으로서 정부와 시민의 쌍방향적 의사교류가 활성화되는 형태의 전자민주주의 모형이다.

- 다원사회모형 전자민주주의 : 매우 높은 수준의 사회 다원성과 아주 적극성을 가진 시민사회에서 나타나는 전자민주주의 형태이다. 정부조직 뿐만이 아니라 다양한 사회구성원들이 매우 적극적인 형태로 상호 전자적인 교류를 통하여 정보를 교환하고 투명하고 민주적인 의사결정에 영향을 미치게 되고 사회 전반적으로 그물형 의사교류가 활성화되는 형태의 전자민주주의 모형이다.

### 정치 캠페인으로서의 전자민주주의
2003년 제 16대 대통령 선거 과정에서 ‘노무현을 사랑하는 사람들의 모임’(노사모)의 활동은 故 노무현 전 대통령의 당선에 상당한 영향을 미쳤다. 이는 한국에서 인터넷이 정치 캠페인으로 작용한 첫 사례이다.

## 평가

### 긍정적 효과
- 전자민주주의는 시공간적 제약이 적다. 원하는 시간과 장소에서 정치과정에 참여할 수 있는 기회와 편의를 제공함으로 시민들의 정치참여율을 제고할 수 있다.

- 전자민주주의는 시민들이 토론할 수 있는 전자 광장(electronic agora)을 제공한다.[2] 시민들이 자유롭게 토론을 하거나 특정 이슈에 대해 여론을 형성할 수 있는 가상의 공간을 제공함으로 직접민주주의를 실현할 수 있는 정치적 공간과 수단을 제공한다.

- 효율적인 의사반영을 이끌어낸다. 인터넷의 익명성은 개인이 자신의 의사를 보다 진솔하게 표현할 수 있게 한다. 또한 전자 투표는 무효표가 발생하지 않는다는 점에서 기존의 투표방식보다 시민들의 의사를 효율적으로 반영한다.[3]

- 시간 및 비용 측면에서 경제적이다. 전자민주주의를 위한 시스템을 확보하는 초기비용을 제외한다면 전자민주주의는 기존의 제도보다 시간과 비용에 있어 효율적이다.

### 부정적 효과
- 유권자의 편의를 제공하는 것이 실질적인 정치참여로 이어질지는 미지수이다. 정치참여의 문제는 정치적 무관심과 같은 의식차원의 문제 또한 존재하기 때문이다.

- 전자 광장이 시민들의 합의를 도출하기보다는 무의미한 의견이 난립함으로 오히려 갈등과 분쟁을 야기할 가능성이 있다.

- 익명성으로 인해 무책임한 발언 및 행동이 나타날 수 있다.

- 정보 불균형으로 인해 정치적 소외현상이 발생할 수 있다. 상대적으로 정보 접근성이 약한 사회계층의 의사가 반영되지 못할 가능성이 있다.

- 정부 및 정보 독과점 세력에 의한 여론몰이, 판옵티콘적 감시가 일어날 수 있다.

- 정부 및 정보 독과점 세력에 의한 정보조작, 투표결과의 신뢰성, 외부세력에 의한 해킹 등의 가능성이 존재한다.

## 전자민주주의의 과제
- 정보의 접근에 대한 불균형이 해소되어야 한다. 정보 불균형의 해소로 보다 많은 시민들의 정치참여와 정치세력의 정당성을 확보할 수 있다.

- 시민 개개인의 정치의식의 제고가 필요하다. 전자민주주의는 시민들의 직접적인 정치참여에 대한 기반을 제공하지만 정치의식을 제공하지는 않는다. 따라서 교육을 통한 정치의식의 제고와 건전한 정치문화의 형성이 필요하다.

- 시스템적인 요소(투표정보 보호, 데이터 조작여부)에 있어 투명성과 안전성이 보장되어야 한다. 투명성과 안전성이 보장되지 못한 전자민주주의는 정치세력에 의해 악용될 가능성과 시민들의 정치적 회의와 무관심을 야기할 수 있다.

## 같이 보기
- 사이버망명
- 인터넷 검열
- 전자정부
- 집단지성
- g0v